# سابیاکو، آرکانسا
سابیاکو (به انگلیسی: Subiaco) یک شهر در ایالات متحده آمریکا است که در شهرستان لوگان، آرکانزاس واقع شده‌است. سابیاکو ۴٫۸۰ کیلومتر مربع مساحت و ۵۷۲ نفر جمعیت دارد و ۱۴۵ متر بالاتر از سطح دریا واقع شده‌است.